# Тонкая голубая линия (телесериал)
Тонкая голубая линия (англ. The Thin Blue Line) — британский ситком по сценарию Бена Элтона, транслировавшийся на BBC2 с 1995 по 1996 годы. Сериал повествует о буднях отдела патрульно-постовой службы в вымышленном городе Гасфорт (Gasforth). В роли начальника отдела инспектора Рэймонда Фаулера снялся Роуэн Аткинсон. Сериал состоит из 14 серий, поделённых на два сезона.

## В ролях
- Роуэн Аткинсон — инспектор Рэймонд Фаулер
- Дэвид Хэйг — детектив-инспектор Дэрек Грим
- Серена Эванс — сержант Патрисия Доукинс
- Джеймс Дрейфус — констебль Кевин Гуди
- Мина Анвар — констебль Мэгги Хабиб
- Рудольф Уокер — констебль Фрэнк Глэдстоун
- Кевин Аллен — детектив-констебль Роберт Крэй
- Марк Эдди — детектив-констебль Гэри Бойл (сменил предыдущего с 8 серии).

Многие известные британские актёры фигурировали в сериале в качестве камео, среди них Стивен Фрай, Стивен Маркус и другие, а также сценарист сериала Бен Элтон.